# Vollzwirn
Vollzwirn (engl. two-ply oder 2-ply) oder Doppelzwirn (Zweifach-Zwirn) ist ein Begriff der Textilherstellung und bedeutet, dass vor dem Weben sowohl für die Kettfäden als auch für die Schussfäden zwei oder mehr feinfädige Garne miteinander verdreht/verdrillt, verzwirnt, werden. Diese ursprünglich, vor allem bei Herrenhemden, standardmäßige Herstellungsart wird heute als ein zusätzlicher Herstellungsaufwand gesehen. Aus ökonomischen, aber auch technischen Gründen, zum Beispiel Machbarkeit bestimmter Oberflächenstrukturen, werden mittlerweile von den Herstellern billigere Macharten bevorzugt, wie etwa Halbzwirn, bei dem nur die Kette aus verzwirnten Fäden besteht.
Vollzwirngewebe wird heute insbesondere bei hochwertigen Oberhemden oder Blusen, aber auch bei feiner Bettwäsche verarbeitet. Es ist besonders für glatte, dichte Gewebe geeignet. Die Haltbarkeit und Formstabilität dieser Stoffe ist besonders gut. Muster im Stoff erscheinen durch diese Herstellung besonders klar, Farben brillanter.
Vollzwirngeweben werden eine höhere Haltbarkeit und eine höhere Anzahl möglicher Waschzyklen nachgesagt.